# The Happy Fits
The Happy Fits ist eine Indie-Rock-Band aus Pittstown, New Jersey. Die Band wurde 2016 von Sänger und Cellist Calvin Langman und Gitarrist Ross Monteith gegründet und nach der Veröffentlichung ihrer Debüt-EP Awfully Apeelin’ um Luke Davis als Schlagzeuger erweitert. Nach Erfolg auf Spotify brachen die Band-Mitglieder ihr Studium ab, um ihr erstes vollständiges Album veröffentlichen zu können. Ihr Debütalbum Concentrate veröffentlichten sie im Jahr 2018. Seitdem war die Band auf mehreren Tourneen, veröffentlichte 2020 ihr zweites Album What Could Be Better und 2022 ihr drittes Album Under the Shade of Green.

## Geschichte

### 2016–2017: Gründungszeit der Band
Die Bandmitglieder besuchten dieselbe High School in New Jersey. Dort begegneten sich Ross Monteith und der Klassik-spielende Calvin Langman und spielten zusammen Musik. In ihrem Abschlussjahr hatten beide vier gemeinsame Lieder geschrieben. Zum Abschluss der High School schenkten die Eltern von Monteith beiden Musikern Geld, um damit ihre erste EP finanzieren zu können. Zwei Tage vor Aufnahmebeginn baten die beiden Musiker den Bruder von Ross Monteith, Luke Davis, ihnen als Schlagzeuger beizutreten. Davis studierte zu der Zeit bereits an der William Paterson University und hatte seinen Abschluss an derselben High School im Jahr zuvor gemacht. Seine Bandkollegen bezeichneten ihn als den besten Schlagzeuger der High School. Der Bandname entstand auf dem Weg zum Tonstudio.
Als die Band ihre erste EP, Awfully Apeelin’, 2016 veröffentlichte, studierten Langman und Monteith an der University of Delaware. Ihr Lied While You Fade Away war zu der Zeit Teil der Fresh Finds Playlist auf Spotify. Ihre Zuhörerzahlen stiegen damit von unter 1.000 Hörern auf der Plattform auf über 39.000. Das Lied erreichte daraufhin die fünfthöchste Platzierung in den Top 50 Viral USA Spotify-Charts. Drei Tage später befand es sich auf dem siebzehnten Platz in den Top 50 Viral Global Charts von Spotify. Nach dem darauffolgenden Erfolg ihrer EP trat Luke Davis der Band als Mitglied offiziell bei. 2017 brachen alle drei Bandmitglieder ihre Studien ab, um sich ihrer Musik dauerhaft widmen zu können.

### Seit 2018:ConcentrateundUnder the Shade of Green
2018 veröffentlichte die Band ihr Debütalbum Concentrate.
Im Februar 2020 beendete sie die Aufnahmen für ihr zweites Album und begann mit einer Tournee, die aufgrund der COVID-19-Pandemie abgesagt werden musste. Daraufhin konzentrierte sich die Band auf ihren Social-Media-Auftritt mit wöchentlichen Livestreams auf YouTube. Im August 2020 veröffentlichte die Band ihr zweites Album What Could Be Better. Der durch das Interviewformat Fresh Air bekannte Musikkritiker Ken Tucker nannte das Album eines der besten Zehn Alben des Jahres.
Am 24. Januar 2024 gab die Band über Instagram bekannt, dass ihr Gründungsmitglied Ross Monteith die Band verlassen werde. Am selben Tag gab die Band Nicole Rosenbach und Raina Mullen, die beide bereits zusammen mit Langman und Davis auf Tournee waren, als neue Mitglieder bekannt.
Am 1. Mai 2025 veröffentlichte die Band ihre erste Single Everything you do in der neuen Zusammensetzung und kündigte eine Tournee durch 11 Länder, darunter Deutschland, die Schweiz und die USA an.

## Diskografie

### Studioalben
| Titel                    | Details |
| ------------------------ | --- |
| Concentrate              | - Erstveröffentlichung: 15. Juni 2018 - Toningenieur und Produzent: Ayad Al Adhamy & Joel Witenberg                                 |
| What Could Be Better     | - Erstveröffentlichung: 28. August 2020 - Toningenieur und Produzent: Ayad Al Adhamy & Joel Witenberg - Label: Diamond City Records |
| Under the Shade of Green | - Erstveröffentlichung: 26. August 2022 - Toningenieur und Produzent: Ayad Al Adhamy - Label: AWAL Recordings America, INC          |

### EPs
| Titel            | Details                                                                               |
| ---------------- | ------------------------------------------------------------------------------------- |
| Awfully Apeelin’ | - Erstveröffentlichung: 26. August 2016 - Toningenieur und Produzent: Matt Maroulakos |

### Singles
| Titel             | Jahr | Album/EP                 |
| ----------------- | ---- | ------------------------ |
| Right Through     | 2017 | —                        |
| Another Try       | 2021 | Under the Shade of Green |
| Changes           | 2022 | Under the Shade of Green |
| Dance Alone       | 2022 | Under the Shade of Green |
| Everything you do | 2025 | —                        |

## Auszeichnungen
- Makin Waves Band of the Year (2022)[21]

## Tourneen
(Quelle: @thehappyfits (instagram))
- Do You Ever Wonder, 2024 (in EU-Staaten und im Vereinigten Königreich, zusammen mit Bears in Trees)
- Under the Shade of Green, 2023
- Across the Pond, 2022
- Under the Shade of Green, 2022
- WCBB, 2022
- What Could Be Better, 2021
- The Happy Fits Spring, 2020 (aufgrund der COVID-19-Pandemie abgesagt)
- The Happy Fits, 2019
- Little Light, 2019 (zusammen mit This Wild Life)
- The Happy Fits & Deal Casino, 2019[23]
- Eat Your Fruits Tour, 2018
- The Happy Fits Spring Tour, 2018[23]